# Jarosław Hamiwka
Jarosław Hamiwka, ukr. Ярослав Гамівка, ps. „Wyszynśkyj”, „Meteor”, „UNRRA”, „Kamiński” (ur. 26 lipca 1918 w Woli Oleszyckiej, zm. 25 maja 1998 w Rzeszowie) – ukraiński działacz nacjonalistyczny, referent gospodarczy Okręgu I OUN, inicjator utworzenia prowokacyjnej czoty „Czumaka”, tajny współpracownik, agent i prowokator służb bezpieczeństwa PRL.
Był synem greckokatolickiego duchownego ks. Pawła Hamiwki oraz absolwentem ukraińskiego gimnazjum w Przemyślu, rozpoczął naukę w Akademii Handlowej we Lwowie, ale przerwała ją wojna. W latach 1939–1941, podczas sowieckiej okupacji, był zastępcą dyrektora szkoły w Łomnej, następnie za niemieckiej okupacji był pracownikiem ukraińskiej spółdzielczości w Birczy.
Prawdopodobnie w latach 1940–1941 współpracował z NKWD. Od początku 1945 był działaczem Organizacji Ukraińskich Nacjonalistów w Polsce. 
21 maja 1947, podczas Akcji „Wisła” sam zgłosił się do władz bezpieczeństwa Grupy Operacyjnej „Wisła”. Dobrowolnie ujawnił znane mu struktury terenowe OUN–UPA, pseudonimy kadry dowódczej oraz znanych mu członków podziemia, a także lokalizację wielu bunkrów aprowizacyjnych z zapasami uzbrojenia, amunicji i żywności. 
Zwerbowany przez bezpiekę do współpracy jako agent „Huragan”. Przyczynił się w znacznej mierze do dezorganizacji struktur UPA, jak również do rozbicia podziemia ukraińskiego. Występował także jako świadek oskarżeń w ich procesach. W okresie późniejszym nieetatowy funkcjonariusz Ministerstwa Bezpieczeństwa Publicznego. Po zakończeniu działań operacyjnych mieszkał w Polsce pod zmienionym nazwiskiem. Jako tajny współpracownik SB był wykorzystywany jeszcze w 1979 roku.
Był inicjatorem utworzenia tzw. „oddziału pozorowanego” szerzej znanego jako „czota „Czumaka” w maju 1947 roku (członkiem został m.in. Zbigniew Rajchel). Jej głównym zadaniem była próba likwidacji Jarosława Starucha „Stiaha”, jednak akcja zakończyła się niepowodzeniem. Później grupa operowała w powiecie przemyskim.